# Сади скорпіона
«Сади скорпіона» — сюрреалістична комедія радянського режисера Олега Ковалова.

## Зміст
Ця картина, на перший погляд, видається безглуздим колажем із багатьох радянських стрічок, знятих з 20-тих по 50-ті роки. Насправді режисери фільму змогли дуже точно підібрати кожен епізод. І якщо скласти воєдино всі шматочки мозаїки, то перед глядачем постане чітка картина, що розповідає про життя простого радянського солдата і зміни у ньому.